# Josef de Mendoza y Ríos
 (mai 2020).
Le contenu est difficilement compréhensible vu les erreurs de traduction, qui sont peut-être dues à l'utilisation d'un logiciel de traduction automatique.
José (Josef ou Joseph) de Mendoza y Ríos a été un astronome et mathématique et mathématicien espagnol du XVIIIe siècle, fameux et célèbre par ses autres dans le champ de la navigation et la astronomía nautique et l’astronomie nautique.
En 1787 il publie sa première œuvre, son traité sur les sciences et des techniciennes de navigation et des techniques de navigation en deux tomes, œuvre de référence de l'époque. Après cela propose la création de la bibliothèque maritime, placée à Cadix, qu'avec le temps se convertit en le je Dépose Hidrográfico de la marine ou Dépôt hydrographique de la Marine espagnole.
Il a aussi publié diverse tables en employant la méthode du Haversine (de son invention) et la formule de haversine, pour faciliter les calculs de astronomía nautique, astronomie nautique et navigation. Orientées principalement au calcul de la latitude d'un bateau dans la mer par l'intermédiaire de deux hauteurs du Soleil et le temps passé entre elles, et à l'obtention de la longueur par la méthode des distances lunaires.
Dans le champ des instruments nautiques, a perfectionné le cercle de réflexion. De Brode. En 1816, il a été choisi membre étranger de la Réelle Académie Suédoise de Sciences et de l’Académie royale des sciences de Suède.
Comme fait curieux sur la méthode de calcul de cette époque, tant que rédigeait la dernière édition de ses fameuses tables lunaires, en 1815 (dix mois avant de mourir noyé en Brighton), a écrit une lettre au général Espinosa et Tello (un bon ami à il[Quoi ?]), où disait textualmente: "... J'ai entre des mains Travaux de telle envergure que ne me donnent pas approvisionnement  deux ordinateurs, je Prendrai quatre ou cinq ordinateurs plus à moi retour à Londres ... ".

## Œuvres

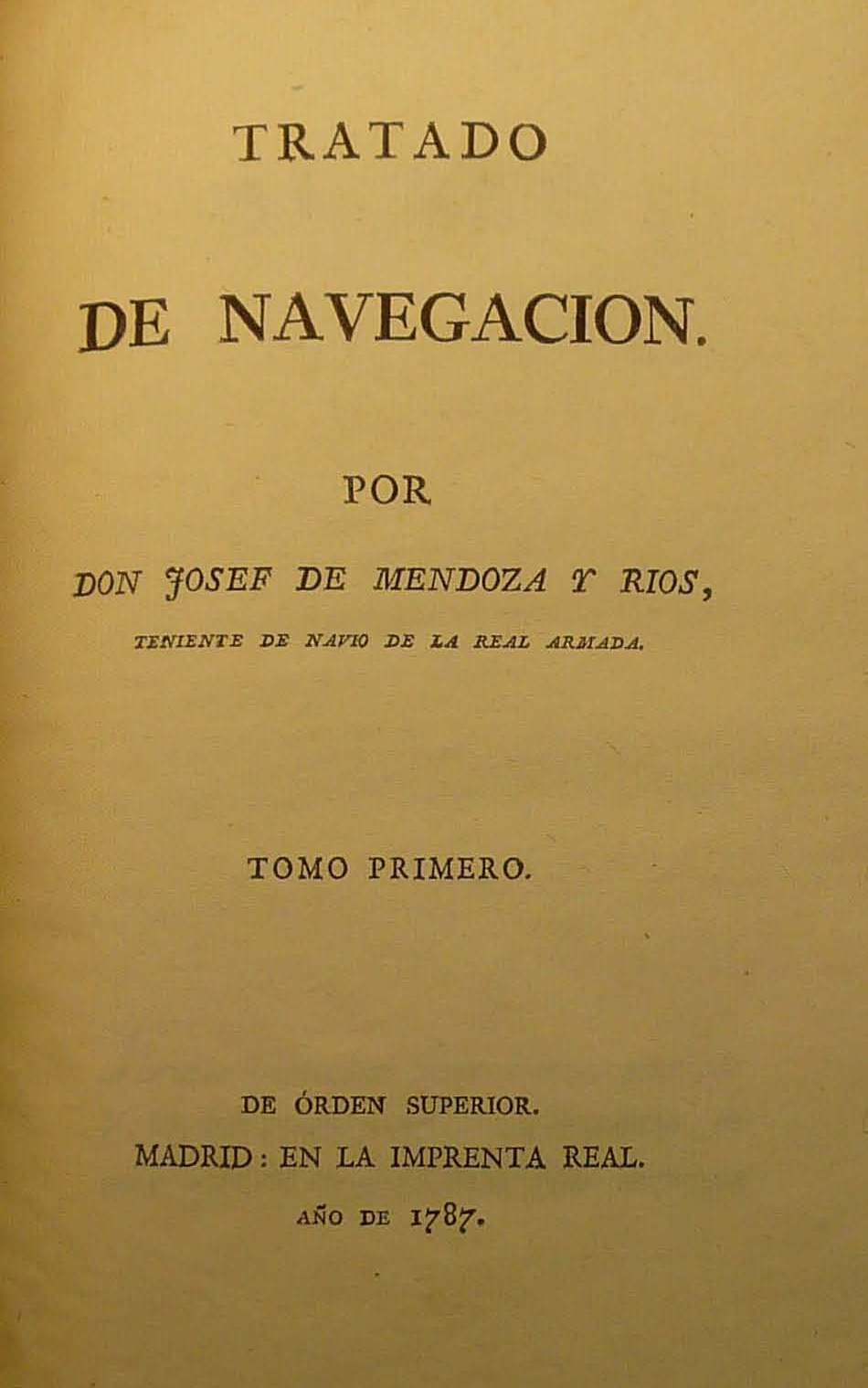
Agie de Navigation. Tome premier.

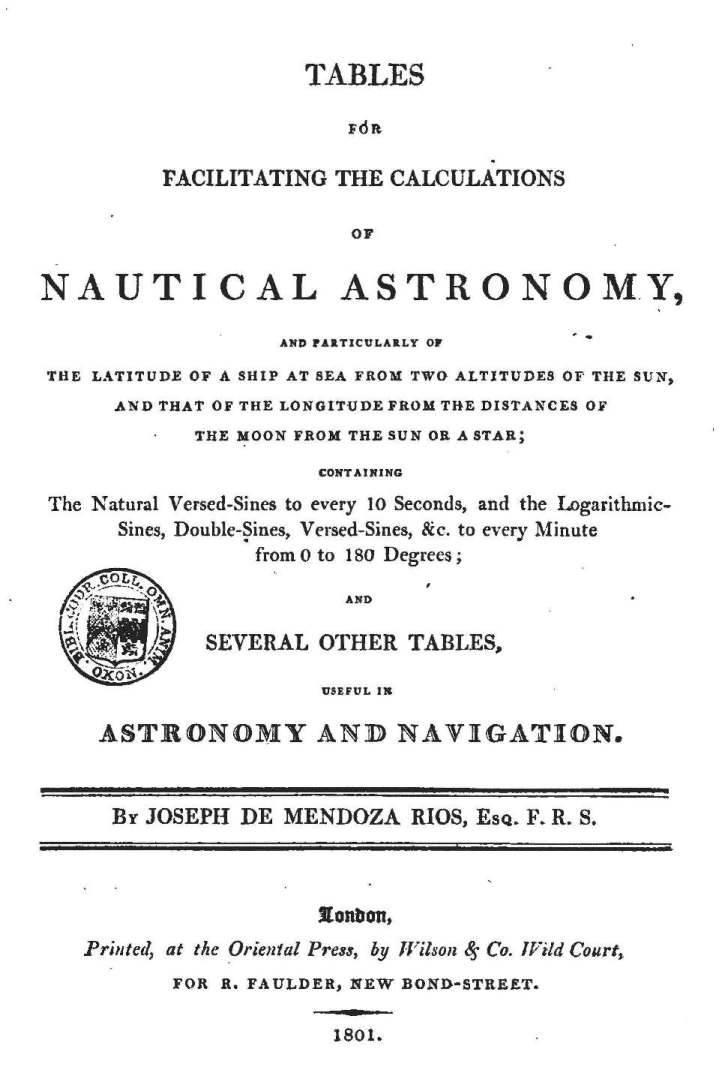
Tables for facilitating the calculations of nautical astronomy.

- Tratado de Navegación. Tomo I y tomo II, Madrid, Imprenta Real, 1787.
- Memoria sobre algunos métodos nuevos de calcular la longitud por las distancias lunares: y aplication de su teórica á la solucion de otros problemas de navegacion. Madrid, Imprenta Real, 1795[4].
- Colección de tablas para varios usos de la navegación. Madrid, Imprenta Real, 1800. (Traducida al inglés al año siguiente).
- Table des latitudes croissantes Connoissance des Temps… pour l’annee comune 1793 (1791): 303.
- Mémoire sur la methode de trouver la latitude par le moyen de deux hauteurs du soleil, del’intervalle de tems écoule entre les deux observations, et de la latitude estimée. Connoissance des Temps pour l’année comune 1793 (1791): 289-302.
- Mémoire sur la méthode de trouver la latitude par le moyen de deux hauteurs du soleil, de l'intervalle de temps écoulé entre les deux observations et de la latitude estimée, … [Paris], [S.I.], [1793].8°, 14 p. et planche.
- Memoire sur le calcul de la longitude en mer, par les distances de la lune au soleil et aux étoiles. Connaissance des Temps… (1796–1797): 258-284.
- « Recherches sur les solutions des principaux problemes de l'astronomie nautique ». Philosophical Transactions, 87 (1797): 43-122.
- Recherches sur les solutions des principaux problemes de l´astronomie nautique.  London, [S.I.], 1797.4º, 4 + 85 p.
- Tables to correct the observed altitudes of the sun, moon and the stars.  London, [S.I.], [1801]4º, 92 p.
- « On an improved reflecting circle ». Philosophical Transactions, 91 (1801): 363-374.
- On an improved reflecting circle London, W. Bulmer, 1801.4º, 14 p.
- Tables for facilitating the calculations of nautical astronomy, and particularly of the latitude of a ship at sea from two altitudes of the sun, and that the longitude from the distances of the moon from the sun or a star, and particularly of the latitude of a ship at sea from two altitudes of the sun, and that of the longitude from the distances of the moon from the sun or a star; containing the natural versed – sines to every 10 seconds, and the logarithmic-sines, double-sines, versed-sines, &c. to every minute from 0 to 80 degrees; and several other tables, useful in astronomy and navigation. London, R. Faulder, 1801.  4º, 8 + 311 + 77 p. Appendix, containing tables for clearing the apparent distances of the moon from the sun or a star, from the effects of parallax and refraction. By H. Cavendish: 77 p. at end.
- A complete collection of tables for navigation and nautical astronomy, with simple, concise and accurate methods for all the calculation useful at sea; particularly for deducing the longitude from lunar distance, and the latitude from two altitudes of the sun and the interval of time between the observations. London, printed by T. Bensley, sold by R. Faulder, etc., 1805. Folio, 12 + 47 + 670 p. + 1 h.
- A Complete Collection of Tables for Navigation and Nautical Astronomy. With simple, concise and accurate methods for all the calculation useful at sea. Connaissance des Temps… pour l’an 1808 (1806): 443-447.
- A Complete Collection of Tables for Navigation and Nautical Astronomy. With simple, concise and accurate methods for all the calculation useful at sea; particularly for deducing the longitude from lunar distance, and the latitude from lunar distance, and the latitude from two altitudes of the sun and the interval of time between the observations. 2nd ed. improved. London, T. Bensley, 1809. 4º, 6 p. + 1 h. + 604 p. + 58 p. + 1 h.
- Tables for facilitating the calculation of nautical astronomy. London, 1812.
- Forms for the ready calculation of the longitude... with the Tables, publié par Joseph de Mendoza Ríos. London, Black, Parry, & Co, 1814.4º,  [76] + [2] p.